# Polska służba sanitarna w wojnie polsko-bolszewickiej

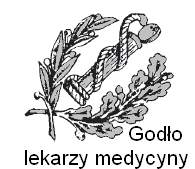

Polska służba sanitarna w wojnie polsko-bolszewickiej – organizacja i działania służby sanitarnej w okresie wojny polsko-bolszewickiej.
Służba sanitarna rozpoczęła swoją działalność jeszcze przed oficjalnym powstaniem odrodzonego Wojska Polskiego. Jej podstawowym problemem był niedobór kadr medycznych, wyposażenia oraz medykamentów. Do wojska powołano wszystkich lekarzy (w tym lekarki), studentów i studentki medycyny oraz osoby legitymujące się przeszkoleniem sanitarnym w wieku 17–50 lat. 29 października 1919 dokonano podziału zakładów sanitarnych na stałe i ruchome (polowe). Pierwsze podporządkowane były DOGen., drugie podlegały dowództwom związków operacyjnych.

## Organa naczelne służby sanitarnej
W pierwszych dniach listopada 1918 w strukturach Ministerstwa Spraw Wojskowych powołany został Departament Sanitarny na czele którego stanął gen. Bronisław Malewski. 12 listopada gen. Malewski wyznaczony został na stanowisko tymczasowego Naczelnego Lekarza WP oraz szefa służby sanitarnej wojsk.
W tym czasie następowało stopniowe przejmowanie od armii zaborczych szpitali wojskowych. Pierwszym był Szpital Ujazdowski w Warszawie. Do końca roku przejęto kilkaset szpitali i dysponowano około 26 000 łóżkami szpitalnymi. W skład Departamentu Sanitarnego wchodziły sekcje: personalna kierowana przez ppłk. Jana Kołłątaja-Srzednickiego, organizacyjna z ppłk. Edwardem Lothem, szpitalnictwa z mjr. Stefanem Rudzkim, zaopatrzenia (gospodarcza) z mjr. Mieczysławem Dobrzyńskim, regulaminów z ppłk. Janem Kamińskim i higieniczna z por. Adamem Wrzoskiem.
W marcu 1919 przy Departamencie powołano Wojskową Radę Sanitarną kierowaną przez prof. Zdzisława Dmochowskiego, a w lipcu zorganizowano Komisję Odbiorczą Zagranicznych Materiałów Sanitarnych. W wyniku reorganizacji MSWojsk., w lutym 1920 powstał Departament VI Sanitarny na czele z płk. gen. Franciszkiem Zwierzchowskim. Posiadał on sekcje: organizacyjną z ppłk. Felicjanem Sławojem-Składkowskim, szpitalnictwa z mjr. Rudzkim, aptekarską i zaopatrzenia kierowaną przez mjr. Eugeniusza Pirogowskiego, higieny kpt. Stefana Sterlinga-Okuniewskiego i opieki kpt. Karola Borczewskiego.

## Służba sanitarna w strukturach polowych
Służba sanitarna Wojska Polskiego dysponowała także strukturami umiejscowionymi w Naczelnym Dowództwie WP. W Głównym Kwatermistrzostwie znajdował się urząd szefa Służby Sanitarnej z ppłk. Janem Żaklińskim oraz Inspektora Sanitarnego Frontu z gen. Aleksandrem Bernatowiczem. Szefowi Służby Sanitarnej SG ND WP podlegali szefowie służby sanitarnej związków operacyjnych i etapów, a poprzez nich szefowie służby sanitarnej dywizji i brygad.
W każdym batalionie (dywizjonie) znajdował się lekarz podległy pod względem fachowym naczelnemu lekarzowi pułku. Pododdziałem medycznym był batalionowy patrol sanitarny, który w warunkach polowych tworzył batalionowy punkt opatrunkowy. W kompanii (szwadronie, baterii) była sekcja sanitarna składająca się trzyosobowych patroli. Przy dywizji piechoty (brygadzie jazdy) znajdowała się kompania sanitarna stanowiąca ogniwo pośrednie między batalionowym punktem opatrunkowym a szpitalem polowym. Szpitale nie były podporządkowane organizacyjnie do poszczególnych związków taktycznych i operacyjnych. Przy armiach znajdowały się czołówki sanitarne, pociągi dezynfekcyjne lub kolumny dezynfekcyjno-kąpielowe.

## Kadry służby sanitarnej

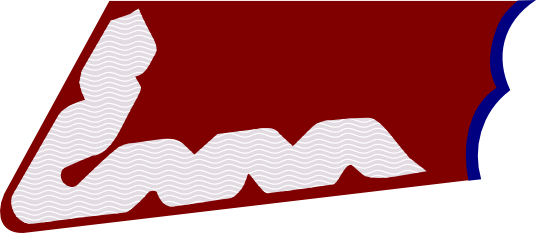
„Łapka” lekarzy

Od początku istnienia służby sanitarnej w Wojsku Polskim borykała się ona z olbrzymim deficytem kadr medycznych, wyposażenia oraz medykamentów. Na początku 1919 zdecydowano się na wprowadzenie obowiązkowego poboru. Na podstawie dekretu Naczelnika Państwa z 16 stycznia powołano do czynnej służby wojskowej na czas wojny lekarzy dyplomowanych nie przekraczających 35 roku życia. Kolejny pobór odbył się w czerwcu i lipcu. W ten sposób do wojska trafiło około 4000 lekarzy i aptekarzy. Trzecia mobilizacja personelu medycznego miała miejsce w marcu 1920. Powołano wówczas wszystkich lekarzy i lekarki, studentów i studentki medycyny oraz osoby legitymujące się przeszkoleniem sanitarnym w wieku 17 do 50 roku życia. Ponadto na zasadzie zaciągu ochotniczego do wojska przyjmowano felczerów do 42 roku życia po odbyciu ośmiotygodniowego kursu ogólnowojskowego oraz kursu fachowego, nadając im stopnie podoficerskie.
Lekarze na mundurach nosili „łapkę” ciemnowiśniową, wypustka granatowa.

## Zakłady sanitarne
29 października 1919 wydana została instrukcja „Tymczasowa Organizacja Wojskowych Zakładów Sanitarnych”. Dokonano w niej podziału zakładów sanitarnych na stałe i ruchome. Te pierwsze podporządkowano dowództwom okręgów generalnych, a drugie podlegały dowództwom związków operacyjnych. Szpitale podzielono na trzy kategorie: okręgowe, wojskowe i polowe. Szpital Ujazdowski w Warszawie uznany został za główny szpital wojskowy. Przy DOGen.-ach funkcjonowały okręgowe szpitale wojskowe oraz okręgowe składnice sanitarne. Okręgowe szpitale posiadały od 400 do 1500 łóżek oraz dysponowały specjalistycznym ambulatorium. Były szpitalami wiodącymi dla wszystkich polowych formacji sanitarnych podległych pod dane DOGen. Spełniały także funkcję szkoleniową dla personelu medycznego.
Do polowych zakładów sanitarnych zaliczono: szpitale polowe, polowe zakłady dentystyczne, polowe składnice sanitarne, sanitarne kolumny samochodowe, ruchome kolumny dezynfekcyjno-kąpielowe i inne placówki usługowe. Pod Departament Sanitarny podlegały ponadto wojskowe domy ozdrowieńców liczące około 100 łóżek, sezonowe zakłady kąpielowe, stacje zborne chorych, centralne i okręgowe składnice sanitarne. W wyniku nadzwyczajnej mobilizacji na potrzeby Frontu, wojskowa służba sanitarna w 1920 dysponowała szpitalami z około 122 500 łóżkami, w tym 61 szpitalami polowymi i innymi placówkami służących utrzymaniu higieny wśród żołnierzy.